# 周仁山
周仁山（1912年11月—1984年11月7日）原名周翔生，字凤岐，汉族，甘肃省华亭县人，中国共产党及中华人民共和国官员。

## 生平
1912年11月，周仁山生于甘肃省华亭县。1936年，自北平朝阳大学法律系毕业。1938年，入延安中国人民抗日军政大学学习。同年，参加中国共产党。历任中共西北工委民族研究室研究员、三边专署副科长、中共内蒙古鄂托克旗工委书记、伊克昭盟盟委副书记兼伊盟支队政委。
中华人民共和国成立后，历任中共青海省委民族部部长、统战部部长、省委副书记，青海省第二届政协副主席，中共西藏工委副书记，西藏自治区筹备委员会常务委员，中共西藏自治区区委书记、代理第一书记，西藏自治区人民政府第一副主席、西藏自治区第一届政协副主席，中共新疆维吾尔自治区区委常务书记、第二书记，全国人大常委会法制委员会副主任，第六届全国人大法律委员会顾问。周仁山曾任第一至三届全国人大代表。
1984年11月7日，周仁山逝世。